# Hermandad de Loreto (Jerez)
La Venerable Hermandad y Cofradía de Nazarenos de la Santa Cruz en el Monte Calvario y Nuestra Señora de Loreto en su Soledad, conocida como la Hermandad de Loreto, es una cofradía católica que realiza su estación de penitencia en la tarde del Viernes Santo en Jerez de la Frontera.

## Historia
Tienes sus orígenes a principios del siglo XVIII, cuando existió una Hermandad de las Ánimas en San Pedro, dicha hermandad contaba con una efigie de un Ecce-Hommo, la cual se encontraba en una hornacina bajo una Virgen. Ambas Imágenes contaban con mucha devoción, por lo cual en el año 194 un grupo de devotos se proponen realizarle una cofradía. En 1951, y tras la finalización del triduo a las benditas Imágenes, el grupo de devotos nombra titular a la Virgen, bajo la advocación de Loreto.

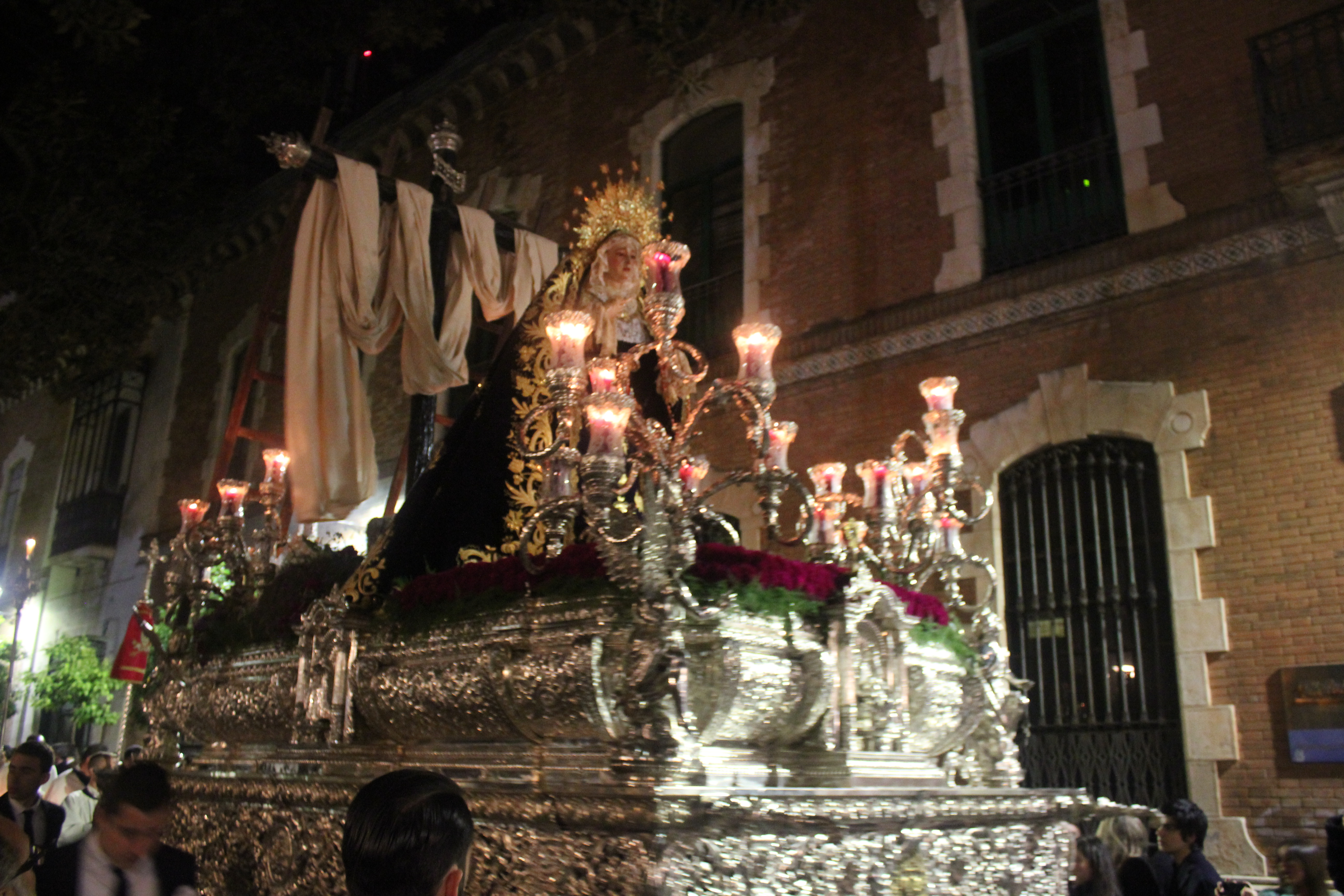
Paso

Loreto es un importante centro de peregrinación que se encuentra en Italia; la tradición cuenta que la casa de María fue trasladada por ángeles de Nazaret hacia dicha ciudad. En 1920, el Papa Benedicto XV nombró a la Virgen de Loreto patrona de los Ejércitos de Aire. Aquello vinculó el ejército con dicha Hermandad.

## Túnica

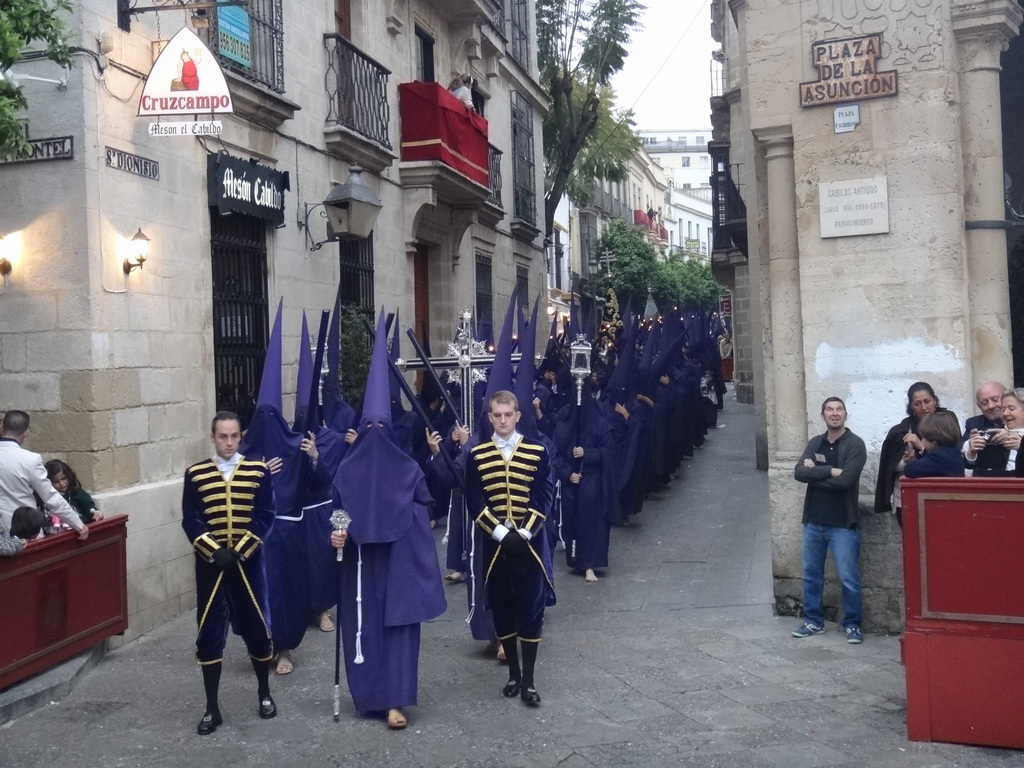
Cruz de guía de Loreto

Antifaz y túnica de cola morada, sandalias de color camel y cíngulo franciscano, de color blanco; el escudo de la corporación en el centro del antifaz.

## Paso
El único paso de esta cofradía representa la Soledad de la Virgen tras ser llevado Cristo al sepulcro. El paso es de orfebrería de los talleres de Villarreal, y realizado en el año 1981. Nuestra Señora de Loreto es una obra anónima del siglo XIX atribuida a Juan de Astorga Cubero.

## Sede
Tiene como sede canónica la parroquia de San Pedro, a los extramuros de la ciudad. Es levantada en 1758 en estilo academicista, aunque en 1973 sufrió una profunda reestructuración por riesgo de desplome.

## Patronazgo

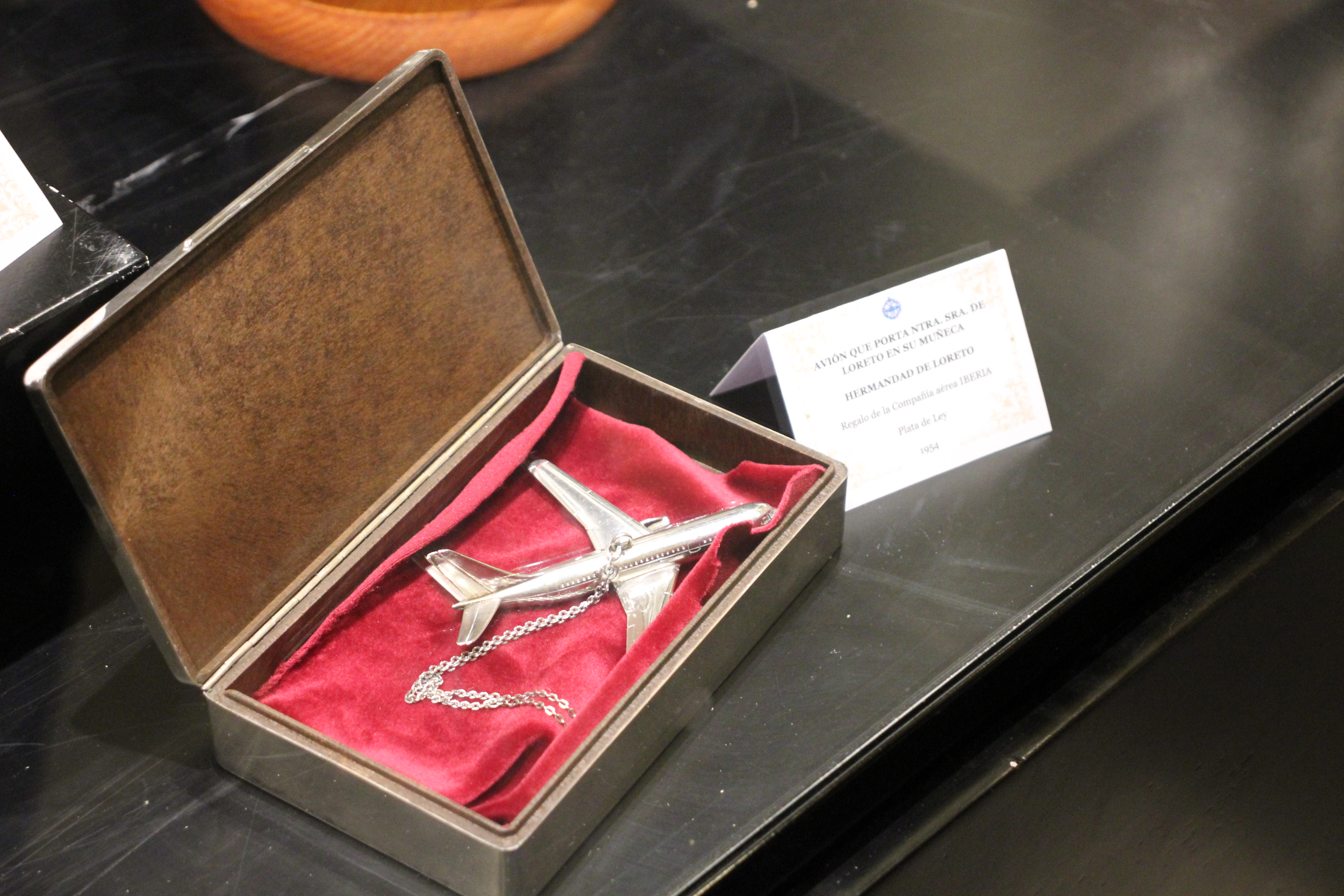
Adorno de avión

La Virgen María, en su advocación de Loreto, es la patrona universal de la aviación, desde que la proclamara como tal el papa Benedicto XV el 24 de marzo de 1920.
Poco tiempo después en España, la Aeronáutica Militar, precedente del Ejército del Aire, la adoptó como Patrona, respondiendo a la necesidad de amparo y auxilio espiritual de los aviadores.

## Paso por Carrera Oficial
| Predecesor: La Misión (Madrugá) | Orden de entrada en Carrera Oficial (Viernes Santo) 1º lugar | Sucesor: Las Viñas |